# Jurij Awierin
Jurij Iwanowicz Awierin (ros. Юрий Иванович Аверин; ur. 1922, zm. 1990 w Moskwie) – radziecki aktor filmowy i teatralny. Ludowy Artysta RFSRR (1970). Na scenie od 1939 roku. W latach 1951–63 w Małym Teatrze, a od 1965 roku w Moskiewskim Teatrze im. Puszkina. Uczestnik II wojny światowej. Pochowany na Cmentarzu Piatnickim w Moskwie.

## Wybrana filmografia
- 1957: Lekcja historii
- 1959: Los człowieka jako komendant obozu Müller
- 1965: Bransoleta z granatów

## Nagrody i odznaczenia
- Medal „Za zasługi bojowe” (1944)
- Medal „Za obronę Moskwy” (1944)
- Order Czerwonej Gwiazdy (1945)
- Medal „Za zdobycie Królewca” (1945)
- Medal „Za zdobycie Berlina” (1945)
- Medal „Za zwycięstwo nad Niemcami w Wielkiej Wojnie Ojczyźnianej 1941–1945”
- Zasłużony Artysta RFSRR (28.03.1961)
- Ludowy Artysta RFSRR (3.08.1970)
- Order Wojny Ojczyźnianej II klasy (1985)

Źródło